# Чичагов, Виталий Александрович
Виталий Александрович Чичагов (21.09.1929, Ивановская область — 11.12.1993) — машинист торфоуборочной машины Октябрьского торфопредприятия, Ивановская область.

## Биография
Родился 21 сентября 1929 года в деревне Становое, Комсомольского района Ивановской области, в крестьянской семье. С 1939 года жил в поселке Октябрьский того же района, здесь окончил 7 классов.
Трудовую деятельность начал в начале 1944 года учеником слесаря, затем слесарем в механическом цехе Октябрьского торфопредприятия. В 1949 году был призван в Советскую Армию, службу проходил на территории Германии. После демобилизации вернулся домой. Продолжил работать на торфопредприятии механизатором. В школе рабочей молодежи окончил 10 классов, затем. В 1957 году вступил в КПСС.
В 1959 году, как один из лучших механизаторов, был назначен бригадиром комплексной бригады, которой предстояло осваивать новый фрезерный метод добычи торфа. По итогам семилетнего плана его бригада не только выполнила план, но и добыл сверх задания более 40 тысяч тонн торфа. Из них 3,5 были на личном счету бригадира.
Указом Президиума Верховного Совета СССР от 29 июня 1966 года за выдающиеся успехи, достигнутые в выполнении заданий семилетнего плана по развитию торфяной промышленности, Чичагову Виталию Александровичу присвоено звание Героя Социалистического Труда с вручением ордена Ленина и золотой медали «Серп и Молот».
В 1969 году окончил заочно политехнический техникум в городе Комсомольске. В том же году мастером производственного поля. Возглавляемый им коллектив всегда выполнял план. Последние годы начальником механического цеха.
Избирался депутатом поселкового и районного советов депутатов, делегат XXIII съезда КПСС.
Жил в поселке Октябрьский. Скончался 11 декабря 1993 года. Похоронен на кладбище поселка Октябрьский.
Награждён орденом Ленина, медалями.